# Río Gera
El río Gera es afluente del río Unstrut y subafluente del río Elba que discurre por el estado federado de Turingia. Nace en el bosque de Turingia, en la confluencia de los ríos de montaña Wilde Gera y Zahme Gera, cerca de la ciudad de Ilmenau. Las principales ciudades que atraviesa el río son Erfurt, capital del estado, y Arnstadt. La ciudad de Gera no está en el curso de este río.
En tiempos antiguos este río fue conocido como Erphes (marrón, en latín) por la cantidad de sedimentos que llevaba su curso durante las crecidas. El nombre de Érfurt proviene de aquí: Furt (vado, en alemán) en el río Erphes.
- Datos: Q706112
- Multimedia: Gera River / Q706112